# Jules Bertin

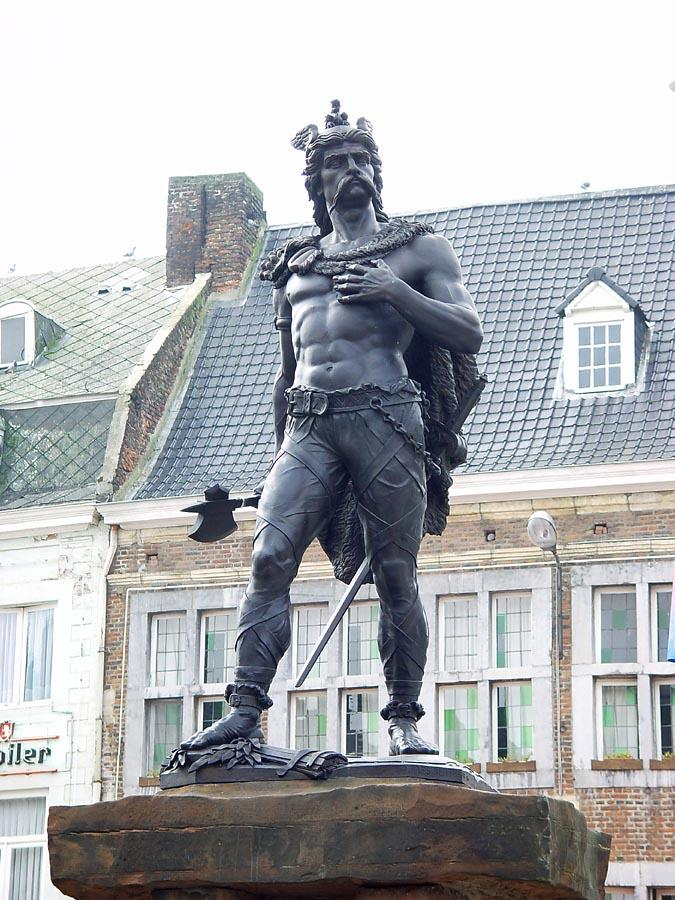
Het standbeeld van Ambiorix in Tongeren, een werk van Jules Bertin.

Jules Bertin (Saint-Denis, 1 maart 1826 – Parijs, 1 november 1892) was een Frans beeldhouwer.
Bertins bekendste verwezenlijking is het standbeeld van Ambiorix in Tongeren. De beeldhouwer vestigde zich vanaf 1859 tijdelijk in deze stad. Hij woonde wel al langer in België. Van 1842 tot 1848 was hij student aan de Antwerpse kunstacademie, en later verbleef hij in Luik, waar hij trouwde. In Tongeren werd Bertin lid van de Société scientifique et littéraire de Limbourg, die de oprichting van een standbeeld voor Ambiorix nastreefde. De keuze viel dan ook op hem om het monument te ontwerpen. Bij de inhuldiging van het standbeeld op 5 september 1866 kreeg Bertin het kruis van ridder in de Leopoldsorde. Inmiddels woonde Bertin weer in Frankrijk.
In 1890 zou Bertin nog een standbeeld voor de opvolger van Ambiorix in de Gallische geschiedenis creëren, Vercingetorix. Dit beeld was het spiegelbeeld van het Tongers Ambiorixstandbeeld en stond in zijn geboorteplaats Saint-Denis. Tijdens de Tweede Wereldoorlog werd het vernietigd.